# Tartrat

Estructura

Un tartrat és la sal química o l'èster del compost orgànic àcid tàrtric, que és un àcid dicarboxílic. La seva fórmula és O−OC-CH(OH)-CH(OH)-COO− o C₄H₄O₆2−.
Com additius alimentaris, els tartrats es fan servir com antioxidants, reguladors d'acidesa, i emulssidors. Entre els exemples es troben
- tartrats de sodi (Codi E:E335)
  - tartrat de monosodi
  - tartrat de disodi
  - tartrat amònic de sodi el compost amb que Louis Pasteur descobrí la quiralitat química
- Tartrat de potassi (Codi E:336)
  - tartrat de monopotassi (crema de tàrtar)
  - tartrat de dipotassi
- tartrat sòdic de potassi (E337)
- tartrat de calci (E354, usat com emulssidor)
- esteariltartrat (E483, usat com emulssidor)